# Давиде Чиполети
Давиде Чиполети (на италиански: Davide Cipolletti) е италиански футболист, който играе на поста дефанзивен полузащитник.

## Кариера
Чиполети е юноша на Пескара и Парма. 
На 7 февруари 2022 г. е пратен под наем в отбора на Царско село.